# Pentax MZ-3
Pentax «MZ-3» — малоформатный однообъективный зеркальный фотоаппарат с автофокусом, выпускавшийся с 1997 до 2006 года в чёрном и чёрно-серебристом исполнении. В 1998 году выпускалась партия из 2000 экземпляров камер MZ-3 SE комплектовавшихся штатным объективом «SMC Pentax-FA 43 мм 1:1,9 Limited», ультрафиолетовым фильтром и коричневыми ремнём и элементами отделки. В конце ноября 2000 года была выпущена ещё одна ограниченная партия камер MZ-3 Limited Package. Эти камеры имели такой же комплект, что и версия SE, но в чёрном исполнении, как и сама камера. Ремень был коричневым. Обе партии предназначались лишь для внутреннего рынка Японии.

## Основные характеристики
- Режимы: M(ручной), Av(приоритета диафрагмы), Tv (приоритет выдержки) и P(режим программной линии).
- Встроенный экспонометр.
- Экспокоррекция ±3 EV с шагом 1/2 EV.
- Блокировка экспозиции.
- Автоспуск — 12 сек.
- Электронный затвор из металлических ламелей с вертикальным ходом 30 — 1/4000 сек, В.
- Питание 6 Вольт: 2 элемента CR2. Дополнительно может быть использован батарейный блок Fg с 4 элементами AA.
- Моторная протяжка плёнки с возможностью серийной съемки до 2 к/сек.
- Отображение выдержки и положения диафрагмы в видоискателе.
- ЖКИ-дисплей на верхней панели корпуса.
- Репетир диафрагмы.
- Функция PowerZoom.
- Панорамная съемка.

## Совместимость
«MZ-3» может работать с любыми объективами Pentax. Необходимо учесть лишь несколько нюансов:
- существуют объективы рассчитанные для использования с APS-C-камерами. Такие объективы дадут сильнейшее виньетирование;
- с объективами оснащёнными креплением KAF3 и KF не будет работать автофокус. Подтверждение фокусировки работать будет.